# 王立取引所 (ニューヨーク)

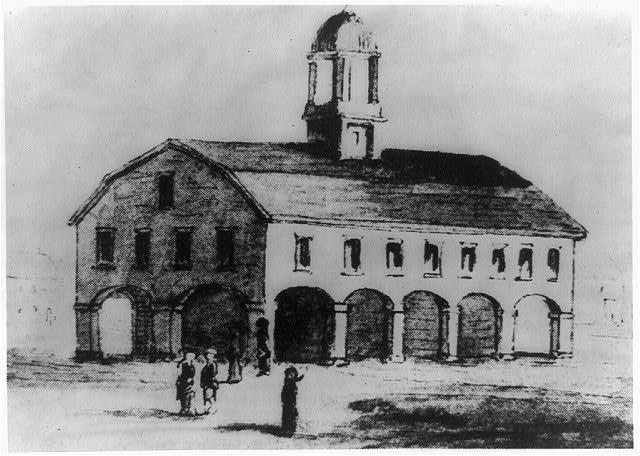
1881年に発表された、かつての王立取引所を描いたイラストレーション。

王立取引所（おうりつとりひきじょ）、ないし、ロイヤル・エクスチェンジ (Royal Exchange) としてニューヨークに設けられていた建物は、後年には旧王立取引所、オールド・ロイヤル・エクスチェンジ (Old Royal Exchange)、あるいは、マーチャンツ・エクスチェンジ (Merchants Exchange) などとも称された、屋根のある市場として、マンハッタンのブロード・ストリートの南側、ウォーター・ストリート (Water Street) と交差する位置の近くにあった。当初は、1階建ての建物として1675年に建てられたが、  1752年には、上階に集会場を設ける形で再建され、当時のイングランドやヨーロッパで典型的な形態であった市場施設となった。
ニューヨーク市商業会議所（the Chamber of Commerce in the City of New York：1784年以降の ニューヨーク州商業会議所 / Chamber of Commerce of the State of New York）は、1770年からアメリカ独立戦争までの期間、この建物の2階の集会場で会合を開いていた。1785年に、ニューヨーク市がアメリカ合衆国の首都となるとニューヨーク州議会の会議がこの建物でおこなわれるようになったが、これは、それまで州議会が使っていた施設（後のフェデラル・ホール）を連合会議が使うようになったためであった。
1789年11月3日、ニューヨーク地区連邦裁判所（the federal court for the District of New York：後のSouthern District of New York）は、この建物で開かれ、これはアメリカ合衆国憲法の下で開廷された、最初の連邦裁判所となった。初代の連邦裁判所ニューヨーク地区判事は、ジェイムズ・デュアンであった。この裁判所がこの建物で取り扱った最初期の事案の中には、地元の弁護士たちの承認もあり、このときアーロン・バーらに資格が与えられた。裁判所は、1791年にフェデラル・ホールへ移った
合衆国最高裁判所は、1790年2月2日から2月10日にかけて、最初の審理を、この建物でおこなった。法廷の開廷に先立って、市の職員たちは、市場の肉屋たちを移動させ、通りを封鎖して、法廷が「荷車の騒音による中断 (interruption from the noise of carts)」が起こらないようにした。2回目の法廷がおこなわれたのは1790年8月であった。こうしてニューヨークでは、合計12日間、法廷が開かれた。1791年、連邦最高裁は、他の政府機関ともども、フィラデルフィアのフィラデルフィア旧市庁舎に移った。
王立取引所の建物は、1799年に解体された。